# Kallham
Kallham es una localidad del distrito de Grieskirchen, en el estado de Alta Austria, Austria, con una población estimada a principio del año 2022 de 2460 habitantes. 
Se encuentra ubicada en la zona centro-oeste del estado, a poca distancia al sur del río Danubio y al oeste de Linz —la capital del estado—.Aproximadamente el 10 por ciento del municipio es bosque, y el 79 por ciento es tierra de cultivo.